# Тассос Пападопулос
Тассос Пападопулос (грец. Τάσσος Νικολάου Παπαδόπουλος; * 7 січня 1934 — † 12 грудня 2008) — кіпрський грецький політик, президент Республіки Кіпр у 2003—2008 роках.

## Біографія
Середню освіту отримав на Кіпрі, у Панкіпрській гімназії, вищу юридичну освіту - у Великій Британії. З кінця 1950-х років брав активну участь в русі за незалежність Кіпру. Входив до складу греко-кіпрської делегації, що брала участь у виробленні конституції Республіки Кіпр.
Після отримання країною незалежності в 1960 році Пападопулос займав значне число державних постів, включаючи міністерські: був розділом міністерств внутрішніх справ, фінансів, праці і соціального страхування, охорони здоров'я, сільського господарства.
У 1970 році він вийшов зі складу уряду і організував правоцентристську партію Centre Union, якою він керував до 1981 року.
З травня по жовтень 1976 року Пападопулос був головою палати представників кіпрського парламенту. У 1991 році став депутатом парламенту від Демократичної партії.
У 2000 році Попадопулос був вибраний головою Демократичної партії, а в лютому 2003 року виграв президентські вибори. Він залишався на цій посаді до лютого 2008 року. Попадопулос вважався жорстким політиком і став одним з тих, хто в 2004 році рішуче виступив проти плану ООН з об'єднання Кіпру, фактично розділеного в 1974 році на грецьку і турецьку частини. На думку Попадопулоса, цей план недостатньо враховував інтереси греків-кіпріотів. На президентських виборах в лютому 2008 року не зміг вийти в другий тур голосування.
Тассос Пападопулос був одружений, мав четверо дітей. Помер від раку легенів.
11 грудня 2009 року напередодні роковин смерті політика його тіло викрадено із могили, у родини Пападопулоса вимагали викуп. 8 березня тіло знайшли у могилі іншого цвинтаря Нікосії. 10 березня 2010 року зловмисників заарештовано, двоє з них кіпріоти, третій — іноземний громадянин.